# Cakóháza
Cakóháza es un pueblo húngaro perteneciente al distrito de Csorna en el condado de Győr-Moson-Sopron, con una población en 2013 de 57 habitantes.
Se conoce su existencia desde la Edad Media, cuando se menciona con el nombre de Barbach. Actualmente es una localidad de pequeño tamaño, donde casi todos los habitantes son magiares y donde la mitad de la población es católica y la otra mitad es evangélica.
Se ubica unos 10 km al noreste de la capital distrital Csorna.